# Equador nos Jogos Paralímpicos
O Equador participou pela primeira vez dos Jogos Paralímpicos em 1976, por outro lado, o país nunca participou de uma edição dos Jogos Paralímpicos de Inverno.